# Passo di Sertavul
Il passo di Sertavul (turco Sertavul Geçidi), è un passo di montagna posto nella parte centrale della catena del Tauro in Turchia che scollina a una altitudine di 1 610 m s.l.m. Collega la Provincia di Karaman con le città di Konya e Karaman alla Provincia di Mersin sulla costa mediterranea. Il passo di Sertavul diverge dagli altri passi dei Tauri per la sua relativa forma piatta. Questa caratteristica muta nella parte meridionale quando la strada entra nella valle a ridosso della cittadina di Mut. Questa vallata carsica presenta rocce di tipo calcareo brulle e coperte da una rada vegetazione a cuscinetti.
Il passo venne attraversato dall'armata della terza crociata guidata da Federico Barbarossa nel 1190, prima che il re morisse nelle acque del fiume Göksu allora chiamato Calycadnus.